# La Troja, Guanajuato
La Troja är en ort i Mexiko.   Den ligger i kommunen Pénjamo och delstaten Guanajuato, i den centrala delen av landet, 290 km väster om huvudstaden Mexico City. La Troja ligger 1 698 meter över havet och antalet invånare är 869.
Terrängen runt La Troja är platt åt sydost, men åt nordväst är den kuperad. Runt La Troja är det ganska tätbefolkat, med 111 invånare per kvadratkilometer. Närmaste större samhälle är Pénjamo, 6,9 km nordväst om La Troja. Trakten runt La Troja består till största delen av jordbruksmark.